# Baphiastrum boonei
Baphiastrum boonei là một loài thực vật có hoa trong họ Đậu. Loài này được (De Wild.) Vermoesen mô tả khoa học đầu tiên.